# Elecciones generales de Uganda de 2001
Elecciones presidenciales y legislativas se llevaron a cabo en Uganda el 12 de marzo y el 26 de junio de 2001 respectivamente. Fueron las últimas elecciones celebradas bajo el "Sistema del Movimiento" de Yoweri Museveni, que teóricamente establecía una democracia sin partidos, pero que en realidad era un estado de partido único bajo la figura del Movimiento de Resistencia Nacional. Museveni fue reelecto para su tercer mandato con casi el 70% de los votos, siendo su principal oponente Kizza Besigye, que recibió el poco menos del 28%. La participación electoral fue del 70.3%.

## Antecedentes
Tras su victoria en la guerra civil, en 1986, el Movimiento de Resistencia Nacional, de Yoweri Museveni, estableció el llamado "Sistema del Movimiento" (Movement System en inglés), que prohibía la existencia de partidos políticos, convirtiendo a Uganda en una democracia sin partidos. Sin embargo, debido al fraude electoral perpetuado por el gobierno, en la práctica los candidatos pro-Museveni acababan triunfando en las elecciones, siendo el país un unipartidismo de facto. En el año 2000, Museveni sometió a referéndum un proyecto constitucional que incluía la incorporación de la democracia multipartidista. La propuesta fue rechazada por la población, pues más de un 90% de los votantes votaron a favor de preservar el Movimiento como sistema político, pero la participación fue sumamente baja: solo un 50% del electorado registrado votó. La oposición al gobierno de Museveni denunció que el referéndum fue una farsa electoral, aunque lo cierto era que en ese momento el gobierno era sumamente popular, en parte debido a que el período de Museveni había sido la época más estable vivida por Uganda desde el golpe de Estado de 1971. Otro punto importante destacado por la oposición era que la gente había recibido poca o ninguna información respecto a la importancia del referéndum.

## Resultados
| Candidato                          | Votos      | %     |
| ---------------------------------- | ---------- | ----- |
| Yoweri Museveni                    | 5.123.360  | 69.33 |
| Kizza Besigye                      | 2.055.795  | 27.82 |
| Aggrey Awori                       | 103.915    | 1.41  |
| Kibirige Mayanja                   | 73.790     | 1.00  |
| Francis Bwengye                    | 22.751     | 0.31  |
| Karuhanga Chapaa                   | 10.080     | 0.14  |
| Votos en blanco/anulados           | 186.453    | –     |
| Total                              | 7.576.144  | 100   |
| Votantes registrados/participación | 10.775.836 | 70.31 |
| Fuente: African Elections Database |            |       |

## Consecuencias
Tras la derrota en las elecciones presidenciales, Besigye acusó a Museveni de fraude electoral, motivo por el cual los candidatos opositores boicotearon las elecciones legislativas, celebradas tres meses después. El régimen obtuvo 202 de los 214 escaños directamente electos por lo que, con el apoyo de los 71 escaños designados para los jóvenes y las mujeres, más los diez representantes de las Fuerzas Armadas, dio una mayoría absoluta casi total para el gobierno.
En 2005, poco antes de finalizar su mandato, Museveni repitió el referéndum sobre la legalización de los partidos políticos, aunque esta vez la pregunta era distinta (siendo considerada todavía confusa por los opositores al régimen). En esta ocasión, el multipartidismo fue aprobado por el 92% de los votantes. Sin embargo, en esta ocasión la participación fue incluso menor, llegando a tan solo un 47% del electorado. Además, el referéndum fue cuestionado debido a que, más allá de la legalización de los partidos políticos, Museveni requería la reforma constitucional para eliminar el límite de mandatos, ya que su segundo período finalizaba en 2006. A pesar de todo, los partidos políticos fueron legalizados (entre ellos el Movimiento de Resistencia Nacional y el Foro para el Cambio Democrático) y las primeras elecciones generales bajo este sistema (esta vez las presidenciales y las legislativas juntas) se llevaron a cabo en 2006, aunque Museveni volvió a triunfar.